# Dây đồng đài
Ventilago denticulata là một loài thực vật có hoa trong họ Táo. Loài này được Willd. miêu tả khoa học đầu tiên năm 1801.

## Hình ảnh

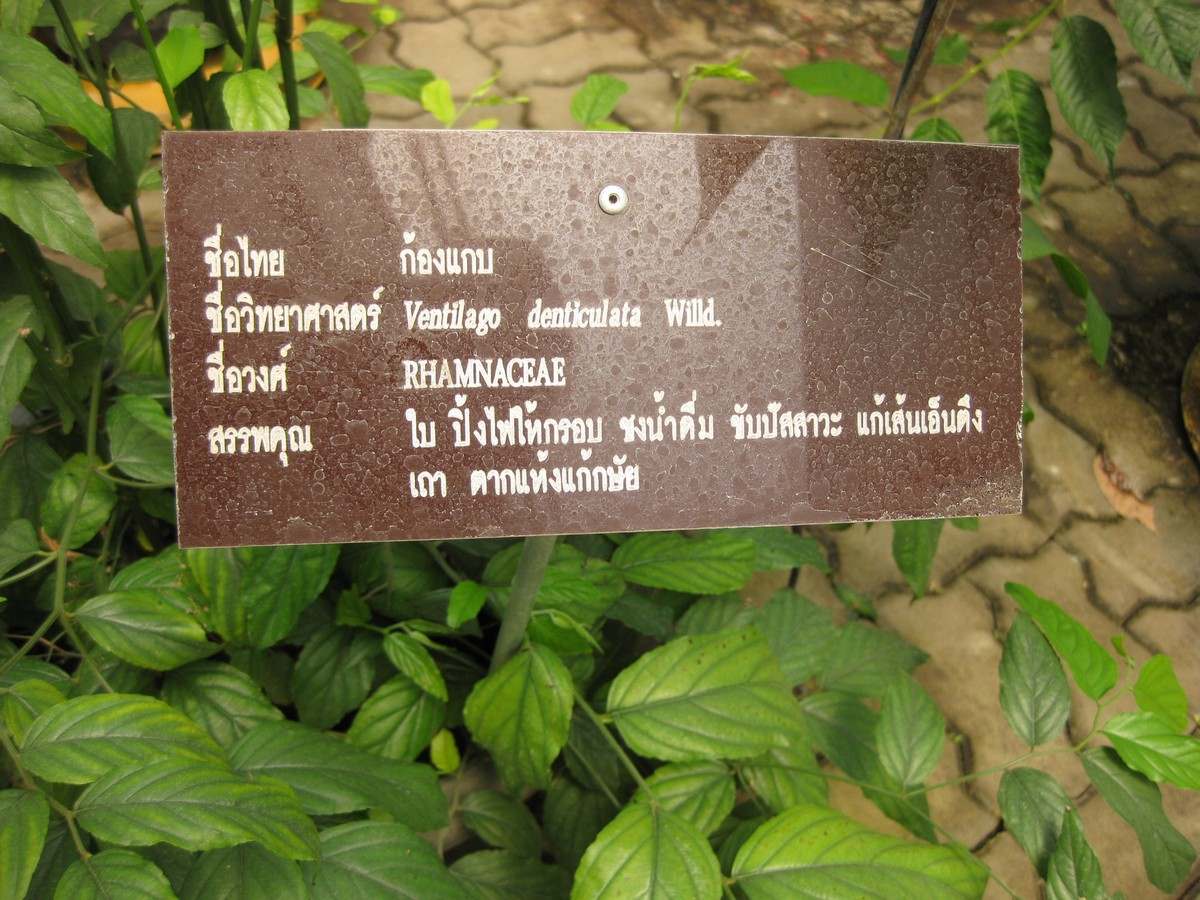
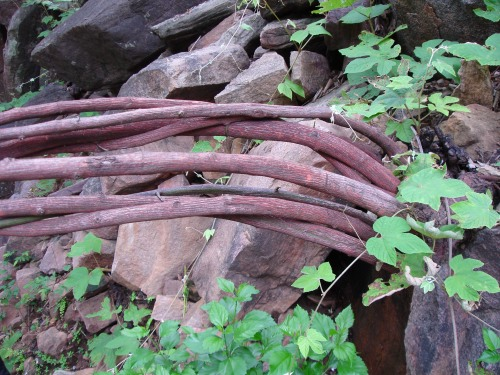